# کما (فیلم ۱۳۸۲)
کُما فیلمی در ژانر کمدی و درام محصول سال ۱۳۸۲ به کارگردانی آرش معیریان، نویسندگی پیمان معادی و تهیه‌کنندگی عبدالله علیخانی و محمدحسین فرح‌بخش است.
کما پرفروش‌ترین فیلم  سینمای ایران در سال ۱۳۸۳ بود.

## خلاصه داستان
امیر مرادیان (محمدرضا گلزار) تنها پسر یک خانواده ثروتمند در روابط اجتماعی و خانوادگی با مشکل روبروست. او از زندگی در ایران خسته شده و از سویی نیز مادرش مقدمات تحصیل او را در آمریکا فراهم کرده و سعی دارد همراه با نامزدش سارا (حدیث فولادوند)، ایران را ترک کند. او از یک سو با مخالفت پدرش (آتیلا پسیانی) روبروست و از طرفی هم در روزهای آخر بر اثر یک اتفاق، با پیرمردی تصادف می‌کند که پیرمرد به کما می‌رود، امیر در بیمارستان با پسر پیرمرد (امین حیایی) درگیر می‌شود. پدر امیر خود را به بیمارستان می‌رساند تا رضایت بگیرد ولی حسن پول‌هایش را دور می‌اندازد و روی ماشینش هم خط می‌کشد. امیر به خانه حسن می‌رود و از حسن می‌خواهد ببخشدش چون او تمام تلاش خود را کرده و او را به بیمارستان برده است. امیر و حسن کم‌کم با هم رفیق می‌شوند تا اینکه حسن از امیر می‌خواهد تا به نزدیک شدن او به دختری به نام مریم (مهناز افشار) کمکش کند و امیر هم می‌پذیرد، آن‌ها با هم قرار می‌گذارند و به گفت و گو می‌پردازند. چند روز بعد قرار می‌گذارند که به خانهٔ پدر امیر بروند. پدر امیر می‌رسد و دختر قضیه را می‌فهمد، از بیمارستان زنگ می‌زنند که پدر حسن حالش بد شده و در نهایت فوت می‌شود، حسن باید سریعاً عمل شود، وگرنه عواقب بدی خواهد داشت، آن‌ها نیاز به پول دارند ولی کسی را ندارند که به آن‌ها کمک کند تا اینکه امیر تصمیم می‌گیرد که پول بلیت سفر را به بیمارستان بدهند. عمل حسن با موفقیت انجام می‌شود. امیر در نامه‌ای که حسن برایش نوشته می‌فهمد او یک بلیط سفر و یک ساعت مچی برایش گرفته است، او به فرودگاه می‌رود و متوجه می‌شود ممنوع‌الخروج است، پیش رئیس فرودگاه می‌رود و می‌فهمد پدرش خواسته تا از رفتن او جلوگیری کنند و از او می‌خواهد که یک نامه از طرف حسن برایش بیاورند که رضایت داده باشد و او نامه حسن را می‌دهد و بعدش از ایران می‌رود. پدر امیر از همیشه تنهاتر شده و دیگر کسی را ندارد تا اینکه پیامی از طرف حسن را گوش می‌دهد …

## بازیگران
| بازیگر        | نقش          |
| ------------- | ------------ |
| محمدرضا گلزار | امیر مرادیان |
| امین حیایی    | حسن کریمی    |
| مهناز افشار   | مریم         |
| آتیلا پسیانی  | مرادیان      |
| حدیث فولادوند | سارا         |